# María del Rosario Síntes
María del Rosario Síntes Ulloa (Palmira, Siglo XX) es una economista y política colombiana.

## Biografía
Economista de la Universidad de Los Andes. Trabajó en el Consejo de Política Económica y Social (Conpes). Fue coordinadora del Plan Nacional de Nutrición, gerente de la Corporación Financiera del Transporte, viceministra de Obras Públicas y Transporte, vicepresidenta de Acerías Paz del Río, del Banco de Bogotá y presidenta del Banco Extebandes, entre otros cargos.
Fue ministra de agricultura en el gobierno de César Gaviria.También sería ministra de comunicaciones en el gobierno de Andrés Pastrana. Ha sido integrante de varias juntas directivas de empresas.